# Alibertia
Alibertia  A.Rich. ex DC.  é um género botânico pertencente à família Rubiaceae.

## Sinonímia
| - Cordiera A. Rich. - Garapatica H. Karst. - Gardeniola Cham. - Genipella A. Rich. ex DC., nom. inval. | - Ibetralia Bremek. - Melanopsidium Poit. ex DC. - Scepseothamnus Cham. - Thieleodoxa Cham. |

## Espécies
| - Alibertia acuminata - Alibertia amplexicaulis - Alibertia benensis | - Alibertia bertierifolia - Alibertia claviflora - Alibertia concolor | - Alibertia edulis |

- Lista completa